# San Clemente (Chili)
Pour les articles homonymes, voir San Clemente.
San Clemente est une ville et une commune du Chili de la Province de Talca, elle-même située dans la Région du Maule. En 2012, sa population s'élevait à 39 554 habitants (densité de 9 hab./km2). La superficie de la commune est de 4 501 km2 est une des plus importantes de la région du Maule. La commune a été créée en 1891 et San Clemente a acquis le statut de ville en 1966. La population est en majorité rurale,.

Position de San Clemente (en rouge) au sein de la Région du Maule.